# Демостен Манев
 Демостен Стефанов Манев е български юрист и общественик.

## Биография
Демостен Манев е роден в Охрид, тогава в Османската империя, днес в Северна Македония. В 1913 година завършва право в Софийския университет. Участва в Първата световна война като офицерски кандидат в Единадесета пехотна македонска дивизия. Награден е с орден „За храброст“, III степен.
Работи като адвокат в Охрид. През 1942 година Манев е член на Охридската общогражданска фондация „Свети Климент Охридски“, чиито цели са предимно благотворителни. Собственик е на Вила „Лепа“. След установяването на комунистическия режим в Югославия след 1947 година вилата е иззета от държавата. Манев умира в 1969 година.